# كنيسة (الشوف)
كنيسة هي إحدى القرى اللبنانية من قرى قضاء الشوف في محافظة جبل لبنان.